# Groninger Passie
De Groninger Passie is een gedicht van heer Meynert van Franeker, Schieringgezind geestelijke te Franeker, over de mislukte poging van de stad Groningen om in 1496 met hulp van de partij der Vetkopers Franeker te veroveren.
Meynert Jansz. was tot 1513 vicaris van het Sint Jansaltaar te Franeker.

## Uitgave
- Hans W.C.A. Visser en Hendrik. Amersfoordt (ed.),'Ghehieten Groningher Passie. Van Heer Meynert toe Fraenker is dit naescreuen ghedicht ghemaket', in: Archief voor vaderlandsche, en inzonderheid Vriesche geschiedenis, oudheid- en taalkunde, 1e stuk (1824), p. 111-124, met Aanteekeningen, p. 85-89